# Osula
Osula är en by i södra Estland. Den ligger i Sõmerpalu kommun i landskapet Võrumaa, 210 km sydost om huvudstaden Tallinn. Osula ligger 79 meter över havet och antalet invånare är 335.
Runt Osula är det glesbefolkat, med 10 invånare per kvadratkilometer. Närmaste större samhälle är Võru, 13,1 km öster om Osula. I omgivningarna runt Osula växer i huvudsak blandskog. Floden Võhandu jõgi rinner igenom Osula.